# 렛 잇 비 (영화)
렛 잇 비(Let It Be)는 영국에서 제작된 마이클 린제이-호그 감독의 1970년 영화이다. 존 레논 등이 주연으로 출연하였고 닐 애스피넬 등이 제작에 참여하였다.

## 출연

### 주연
- 존 레논
- 폴 매카트니
- 조지 해리슨
- 링고 스타
- 마이클 린제이 호그
- 조지 마틴
- 린다 매카트니
- 오노 요코
- 빌리 프레스턴
- 데릭 테일러

## 제작진
- 공동제작: 솔 스위머